# Hermann Kühn (Restaurator)
Hermann Kühn (* 3. Juni 1932 in München; † 16. März 2019 in München) war ein deutscher Physikochemiker und Kunsthistoriker. Er wirkte als Restaurator und Hochschullehrer in München und Stuttgart.

## Leben
Kühn absolvierte das Gymnasium in München und das Studium der Chemie, Physik und Kunstgeschichte an der Ludwig-Maximilians-Universität München. 1958 erfolgte die Promotion im Fach Physikochemie, die von Georg-Maria Schwab betreut wurde. Von 1959 bis 1973 war er als Leiter des physikalisch-chemischen Labors am Doerner Institut in München tätig. 1973/74 war maßgeblich am Aufbau des Labors des Schweizerischen Instituts für Kunstwissenschaft in Zürich tätig. Von 1974 bis 1990 war er in der Materialforschung in der Forschungsstelle für Papiergeschichte am Deutschen Museum in München tätig. Schließlich wirkte er von 1990 bis 1998 als Professor im Studiengang „Konservierung und Restaurierung von archäologischen, ethnologischen und kunsthandwerklichen Objekten“ an der Staatliche Akademie der Bildenden Künste Stuttgart.

## Schriften
- Historische Materialien und Techniken der Wandmalereirestaurierung aus naturwissenschaftlicher Sicht. In: ICOMOS–Hefte des Deutschen Nationalkomitees 37 (2002), S. 255–258. (Online PDF)
- Was ist Stuck?. Arten – Zusammensetzung – Geschichtliches. In: ICOMOS–Hefte des Deutschen Nationalkomitees 19 (1996), S. 17–24. (Online PDF)
- Erhaltung und Pflege von Kunstwerken und Antiquitäten. Keyser, München 1974. ISBN 3-87405-074-2 Inhaltsverzeichnis PDF; englische Ausgabe: Conversation and restoration of works of art and antiquities. Transl. by Alexandra Trone. Butterworths, London 1986. ISBN 0-408-10851-7.
- Erhaltung und Pflege von Kunstwerken. Material und Technik, Konservierung und Restaurierung. 3., grundlegend überarbeitete und erweiterte Neuauflage. Klinkhardt und Biermann, München 2001. ISBN 978-3-7913-8085-8 Inhaltsverzeichnis PDF.
- Farbmittel, Buchmalerei, Tafel- und Leinwandmalerei.  (= Reclams Handbuch der künstlerischen Techniken. Bd. 1), Reclam, Stuttgart 1984. ISBN 3-15-010322-3.
- Werke aus Kupfer, Bronze und Messing. Hrsg. von Erwin Emmerling. Siegl, München 2014. ISBN 978-3-935643-60-3.
- Mikrochemie-Handbuch. Anton Siegl Fachbuchhandlung GmbH, München 2014. ISBN  978-3-935643-65-8. Inhaltsverzeichnis PDF
- (zusammen mit Lutz Michel) Papier. Katalog der Ausstellung. Deutsches Museum, München 1986. ISBN 3-924183-06-6.
- (zusammen mit Stephan Fitz) Keramik. Katalog der Abteilung. Deutsches Museum, München 1982.
- (zusammen mit Alfred Opitz) Marginalien zur Geschichte des Papiers im 19. Jahrhundert. Aus dem Archiv des Polytechnischen Vereins in Bayern. In: Papiergeschichte 24 (1974), Nr. 5/6, S. 45–53.